# Rhodopina griseipes
Rhodopina griseipes là một loài bọ cánh cứng trong họ Cerambycidae.